# Google Sidewiki
Google Sidewiki was een extensie voor de internetbrowser van Google, die het gebruikers mogelijk maakte om commentaren over een bepaalde website te schrijven en te bekijken en om de inhoud van een pagina te bespreken. De bijgedragen opmerkingen waren bewerkbaar door de gebruikers die hen gemaakt hadden. Zij werd op 23 september 2009 gelanceerd.
Google maakte gebruik van rankingalgoritmen om de relevantie en het nut van een commentaar te bepalen met behulp van criteria, zoals het stemmen van gebruikers en de bijdragen van de gebruikers in het verleden. Iedereen kon een bijdrager bekijken en, uit de opgebouwde vermeldingen op het Googleprofiel van de gebruiker, zijn geloofwaardigheid controleren. Sidewiki was beschikbaar voor Internet Explorer en Firefox via Google Toolbar en voor Google Chrome door middel van een add-on. Voor andere browsers zoals Safari was zij beschikbaar als een bookmarklet.
Sidewiki stelde gebruikers in staat om met een website te interageren op een manier dat de eigenaar van de site niet controleren kon, wat al enige bezorgdheid heeft geroepen bij sommige critici van de toepassing, want er was geen manier voor site-eigenaren om te voorkomen dat mensen hun commentaar maken in een Sidewiki voor een pagina.
Op 2 september 2011 maakte Google bekend dat Sidewiki was opgeheven. Naar hun mening was er de voorgaande jaren veel bereikt om samenwerking op het internet te bevorderen. Google heeft besloten meer aandacht te besteden aan sociale content.